# Zee Oui – Der Kannibale
Zee Oui – Der Kannibale (Thai: ซีอุย – Aussprache: [siː-ʡui]) ist ein Film der thailändischen Filmgesellschaften Matching Motion Pictures und Cineman Company Limited aus dem Jahr 2004.
Insgesamt wurde ein Budget von 1,5 Millionen US-Dollar für die Produktion verwendet. Die Erstausstrahlung erfolgte über das thailändische Fernsehen kurz nach der Fertigstellung. In Deutschland erfolgte die Erstausstrahlung am 1. August 2008 auf dem digitalen Fernsehsender Silverline. Vollständig übersetzt wurde der Film bislang nur ins Deutsche und ins Chinesische. Die englische Version ist in Thai und englischsprachiger Schriftübersetzung. Eine vollständige Überarbeitung soll aber bald erfolgen und wird dann als Zee Oui: The Man-Eater in den Handel gelangen.
Der Film spielt in der Zeit der 1940er und 1950er Jahre und soll nach Angaben der Filmgesellschaften auf einer wahren Geschichte beruhen und wird deshalb als True Crime Movie vermarktet.

## Handlung
Zee Oui (chinesisch: 鄹茂) war in seiner Jugend ein chinesischer Soldat. Als er eines Tages zusammen mit seiner Einheit ein ganzes Dorf auslöschen muss, zeigt der Befehlshaber keinerlei Skrupel und lässt die Bewohner einfach niedermetzeln. Zee Oui erleidet auf Grund dieses Traumas einen Nervenzusammenbruch, welcher sich noch verschlimmert als der Vorgesetzte ihm eine abgeschlagene Hand zuwirft, die er essen soll. Nach Ansicht des Befehlshabenden macht dies erst einen „richtigen Krieger“ aus.
Nachdem sich Zee Oui wieder einigermaßen gefangen hat, flüchtet er aus dem China-internen Kampfgebiet und reist mit dem Zug nach Thailand, um dort bei seinem Großvater zu leben. Doch bereits am Grenzposten fangen seine weiteren Probleme an, als er seine Anmeldung durchführen muss. Bedingt durch die Sprachbarriere verliert einer der Grenzmänner schnell seine Geduld und sieht nur noch den großen Andrang anderer Reisende und flüchtender Personen. So lässt er Zee Oui – um nicht länger aufgehalten werden – inhaftieren. Nachdem sein Onkel von der Inhaftierung erfährt, holt er seinen Enkel ab. Schnell lebt sich Zee Oui in der neuen Gegend ein und verübt kleinere Arbeiten für seinen Verwandten. Auch eine Arbeitsstelle als „Arbeiter“ findet er rasch und sichert sich so sein Leben.
Die Erinnerungen an seine schreckliche Vergangenheit wird er jedoch nicht los und wird von ihnen immer wieder eingeholt. Auch diese verkraftet er nicht und er wird durch diese schnell zu einem richtigen Kannibalen. Bangkok, die Stadt, in der nun er und sein Onkel leben, wird nun zum großen Jagdplatz für ihn. Opfer werden für ihn vor allem Kinder, welche er ausweidet und deren Innereien er verspeist. Die Körper lässt er zurück. Schnell wird dadurch die ganze Stadt und Region in Angst und Schrecken versetzt. Eine Reporterin die nicht zurückschreckt, Fotos der Opfer in ihrer Zeitung abzubilden, ist vernarrt in den Fall und geht ebenfalls wie die Polizei jeder Spur nach, um dem Kannibalen auf die Spur zu kommen. Aber erst durch einen Zufall, als ein Mönchsjunge seine Ausweidung stört, werden ein Messer und ein in Eile verlorener Schuh gefunden; welche auf einen chinesischen Täter hinweisen. Verdächtige Chinesen werden daraufhin sofort in polizeilichen Gewahrsam genommen, und die Jagd nach dem wahren Täter geht weiter. Vor allem die Reporterin, welche das Messer des Opfers wiedererkannt hat, sucht nun nach dessen Eigentümer – und somit dem vermutlichen Mörder der Kinder.
In der Hetzjagd und aus Angst vor der Ergreifung durch Polizei oder Militär versucht Zee Oui nun wieder in Richtung Heimat zu flüchten und verkauft seinem Onkel eine von einem der Opferkinder gestohlene Kette, um die für die Reise notwendigen Ausgaben decken zu können. Sofort macht er sich auf den Weg. Aber auch die Reporterin, welche inzwischen auf die Spur fixiert ist, macht den Onkel Zee Ouis ausfindig und befragt diesen. Plötzlich entdeckt die Reporterin auf dem Tisch die gestohlene Kette und fragt, woher er diese Kette hat. Mit Erhalt der Information bestätigt sich nun ihr Verdacht, und sie sucht unverzüglich eine Polizeidirektion auf, um ein Phantombild anfertigen zu lassen. Etwa zur gleichen Zeit befindet sich Zee Oui am Strand und versucht ein weiteres Opfer zu erwischen. Schnell hat er das für ihn passende Kind ausgemacht und jagt es. In einer Höhle angekommen bringt er auch dieses Kind um. Zwei weitere Kinder benachrichtigen hingegen die Polizei. Unverzüglich wird die Jagd auf den berüchtigten Kannibalen aufgenommen und er rasch gestellt. Durch diese plötzliche Wendung dreht Zee Oui nun endgültig durch und will die Polizisten angreifen. Rechtzeitig ergreift die Reporterin Partei und spielt dem in einer Krise steckenden Zee Oui vor, dessen Mutter zu sein. Wie erhofft fällt sein Verstand auf diese Täuschung herein, und es gelingt der Reporterin, Zee Oui zu entwaffnen. Sofort ergreift ihn nun auch die Polizei und er wird verhaftet.
In der öffentlichen Gerichtsverhandlung wird Zee Oui zum Tode verurteilt, es sei denn, er gesteht alle Morde und bekommt dafür seine vollständige Freiheit zurück sowie Geleit in seine ehemalige Heimat China. Das Volk hingegen verlangt seinen Tod.
Nach langem Überlegen sagt Zee Oui aus und belastet sich. Daraufhin wird das Versprechen eingelöst und Zee Oui an China, seinem Heimatland, überstellt. Doch dort erwartet ihn keinesfalls die Freiheit, sondern die Todesstrafe, da er mit seinen Taten dem Ansehen Chinas geschadet hat. In seinem Heimatdorf wird Zee Oui schließlich im Alter von 25 Jahren öffentlich hingerichtet.